# Robert Lehmann
Robert Lehmann-Dolle (9 januari 1984) is een Duits voormalig langebaanschaatser.

## Biografie
Lehmann werd in 2003 tweede bij de WK Junioren in het Japanse Kushiro. Tijdens het EK Allround 2006 in Hamar werd Lehmann zesde. Op het EK van 2009 in Thialf kwam Lehmann op het podium op de 500 meter: hij werd derde met een persoonlijk record van 36,34. Na het Olympische seizoen van 2014 nam Lehmann afscheid van de schaatssport. Hierna werd hij schaatstrainer van schaatstalenten bij de Duitse bond in Berlijn.
In april 2019 werd zijn naam genoemd in een dopingzaak toen sportarts Mark Schmidt werd beschuldigd betrokken te zijn bij liefst 20 sporters uit 8 Europese landen die onder zijn behandeling zouden zijn. Een maand later werd hij op non-actief gezet en een halfjaar later ontslagen.

## Persoonlijk
Lehmann is getrouwd met de voormalige langebaanschaatsster Friederike Dolle.

## Persoonlijke records
| Afstand      | Tijd     | Datum            | Baan           |
| ------------ | -------- | ---------------- | -------------- |
| 500 meter    | 36,34    | 9 januari 2009   | Heerenveen     |
| 1000 meter   | 1.12,41  | 21 december 2008 | Berlijn        |
| 1500 meter   | 1.45,03  | 11 december 2009 | Salt Lake City |
| 3000 meter   | 3.42,72  | 18 maart 2009    | Calgary        |
| 5000 meter   | 6.20,16  | 19 november 2005 | Salt Lake City |
| 10.000 meter | 13.22,33 | 10 maart 2007    | Salt Lake City |

## Resultaten
| Jaar | EK Allround | WK Allround | WK Afstanden               | Olympische Spelen | Wereldbeker           | WK Junioren |
| ---- | ----------- | ----------- | -------------------------- | ----------------- | --------------------- | ----------- |
| 2002 |             |             |                            |                   |                       | NS4         |
| 2003 |             |             |                            |                   |                       | Zilver      |
| 2004 |             |             |                            |                   |                       |             |
| 2005 |             |             |                            |                   | 35e 5/10 km           |             |
| 2006 | NC17        |             |                            | 36e 1500m         | 20e 5/10 km           |             |
| 2007 |             |             | 12e 5000m 9e 10000m        |                   | 27e 5/10 km           |             |
| 2008 | 12e         | NC16        | 17e 1500m                  |                   | 22e 1500m 23e 5/10 km |             |
| 2009 | 6e          | NC13        | 15e 5000m 7e achtervolging |                   | 20e 1500m 20e 5/10 km |             |
| 2010 | NC13        |             |                            | 26e 5000m         |                       |             |
| 2011 | NC14        | DQ2         |                            |                   |                       |             |

NC# = niet gekwalificeerd voor de laatste afstand
NS# = niet gestart op de # afstand

### Medaillespiegel
| Kampioenschap | Goud | Zilver | Brons |
| ------------- | ---- | ------ | ----- |
| WK Junioren   | 0    | 1      | 0     |